# Каяне Алдоріно
Каяне Алдоріно (8 липня 1986 , Гібралтар, Британські заморські території )(англ. Kaiane Aldorino) — гібралтарська політична діячка та модель, мер Гібралтара 5 квітня 2017 – 4 квітня 2019, володарка титулів «Міс Гібралтар 2009» і «Міс Світу 2009». Перша та єдина в історії конкурсу «Міс Світу» переможниця з Гібралтару.

## Біографія

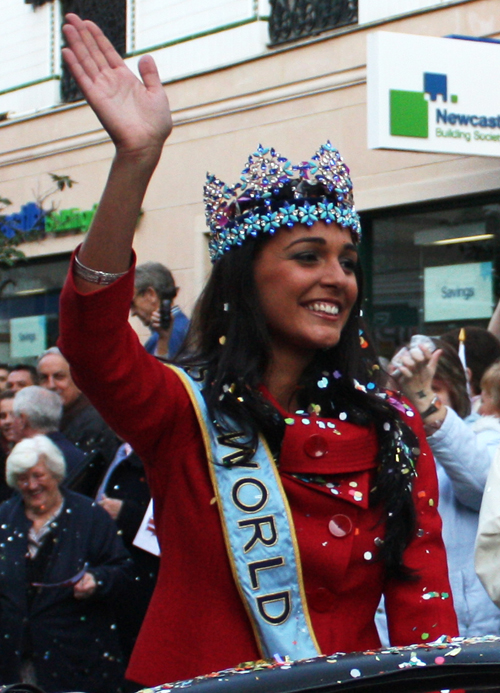
Міс Світу 2009 на святкуванні її повернення.

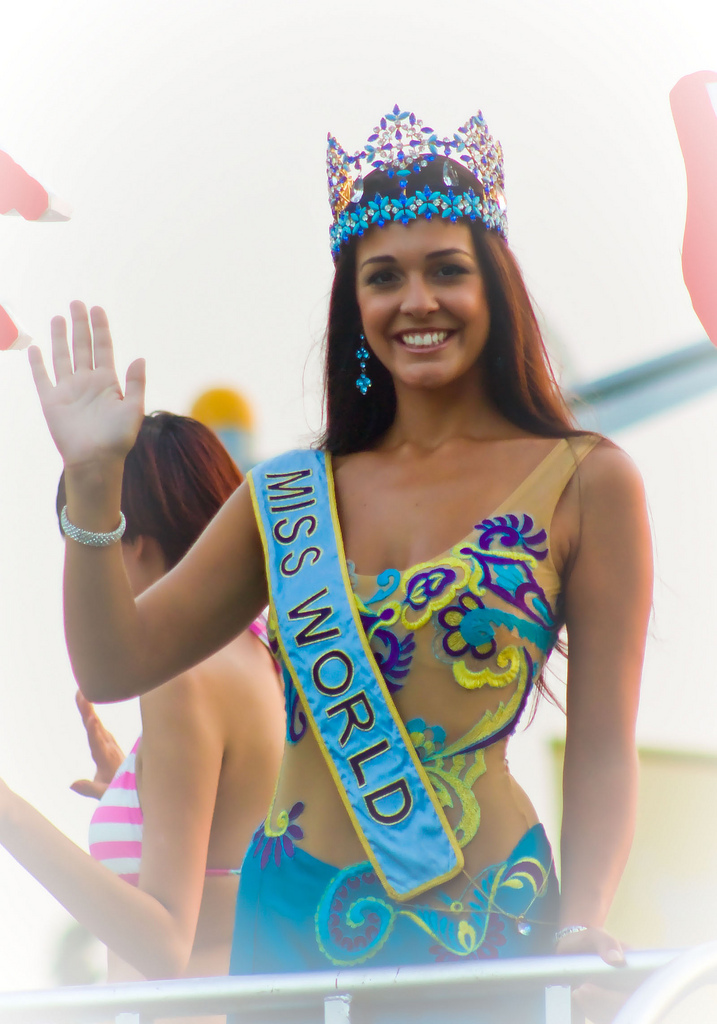
Міс Світу 2009 у Шанхаї.

Народилася у Гібралтарі. З 14 років — танцівниця групи Urban Dance Group. Вона виступала у Гібралтарі та Іспанії. У 2008 році вона брала участь в конкурсі World Showdance Championships [Архівовано 27 Січня 2019 у Wayback Machine.] від Міжнародної Організації Танців [Архівовано 4 Лютого 2019 у Wayback Machine.] в Різе (Німеччина), де вона виступала з Національною командою Гібралтару. Зайнявши 17-е місце, вони увійшли в історію як перша команда з Гібралтару, що пройшла перший раунд категорії формаційних танців. Як і більшість гібралтарців, вона знає дві мови — англійську та іспанську. Їй подобається грати в нетбол.
П'ять років пропрацювала клерком в кадровій службі госпіталю Сан-Бернарда.

### Конкурси краси
27 червня 2009 року Каяне стала переможницею конкурсу «Міс Гібралтар 2009», який проходив в театрі на відкритому повітрі Alameda.
12 грудня 2009 року Каяне Алдоріно стала першою в історії Міс Світу з Гібралтару. Ще 25 листопада вона стала першою представницею своєї країни, що пройшла півфінал міжнародного конкурсу краси, отримавши титул «Міс Пляж».
17 грудня 2009 року в Гібралтарі організовано святкування на честь міс Світу з парадом на головній вулиці, прес-конференцією, офіційним прийомом та феєрверком.

### Мер Гібралтару
З 2014 року обіймала посаду заступника мера Гібралтару. 4 квітня 2017 року парламентом Гібралтару була призначена на церемоніальну посаду мера Гібралтару.

## Особисте життя
У червні 2015 року вийшла заміж за Арона Лопеса. У них є одна дочка (2016 року народження).